# Panos Kōnstantinou
Panos Kōnstantinou (in greco: Πάνος Κωνσταντίνου; Limisso, 1º novembre 1985) è un ex calciatore cipriota, di ruolo portiere.

## Carriera

### Club
Ha militato nella massima serie cipriota con varie squadre, collezionando 71 presenze in sei stagioni complessive. Conta anche 26 presenze nella terza divisione greca e 18 presenze nella seconda divisione cipriota.

### Nazionale
Ha esordito con la nazionale cipriota nell'amichevole Giappone-Cipro (1-0) disputata il 27 maggio 2014.

## Palmarès

### Club

#### Competizioni nazionali
- Campionato cipriota: 2

APOEL: 2010-2011, 2012-2013
- Supercoppa di Cipro: 1

APOEL: 2011